# Horst Fascher
Horst Fascher (né le 5 février 1936 à Hambourg) est un gérant de salle de concerts allemand. Il était cofondateur et directeur du Star-Club, à Hambourg.

## Biographie
Au début, Horst Fascher veut devenir un marin comme son père, mais il apprend à devenir charpentier et constructeur de bateaux. Lorsque Horst Fascher voit une prestation du musicien de jazz George Maycock en 1949, il se découvre un intérêt pour la musique qui est renforcé par un concert de Bill Haley.
De 1953 à 1959, Horst Fascher est boxeur et est champion poids plume de Hambourg en 1953. Cependant, sa carrière se termine peu de temps avant un combat contre le champion olympique en titre Vladimir Yengibaryan qui est annulé.
En 1959, Fascher rencontre Tony Sheridan lors d'un voyage de compétition en Angleterre. Il l'amène à des concerts au Kaiserkeller et au Top Ten Club à Hambourg. Fascher devient au début des années 1960 directeur général du Top Ten Club, mais il démissionne à cause de désaccords et est serveur d'un établissement dans la Große Freiheit.
En 1962, il rencontre Manfred Weissleder qui exploite des bars érotiques et deux cinémas à Sankt Pauli. Horst Fascher suggère à Weissleder que l'un de ces cinémas soit transformé en club de musique. Weissleder accepte et, le 13 avril 1962, le Star-Club ouvre. Horst Fascher en devient le directeur et le programmateur. Il fait venir The Beatles, le club obtient une grande renommée. Néanmoins il ferme 31 décembre 1969.
En 1965, Horst Fascher purge une peine de prison. Après sa libération, il part en 1967 avec Tony Sheridan au Vietnam, où il apporte un soutien musical aux soldats américains. À ce moment, il rencontre Enry qui deviendra sa femme et une chanteuse de Les Humphries singers. En 1970, ils ont un fils, David.
En 1976, Horst Fascher ouvre le Star-Club II dans le quartier de Großneumarkt. À l'inauguration sont présents Tony Sheridan et Ringo Starr. Mais il n'y a pas de succès. Dans les années 1980 et 1990, il travaille comme promoteur musical.
En 2006, il publie une autobiographie Let The Good Times Roll!, préfacée par Paul McCartney et Ray Charles.
Horst Fascher est l'oncle de l'entraîneur de football Marc Fascher.

## Source de la traduction
- (de) Cet article est partiellement ou en totalité issu de l’article de Wikipédia en allemand intitulé « Horst Fascher » (voir la liste des auteurs).